# 두근두근 내 인생 (영화)
"두근두근 내 인생"은 같은 이름의 소설을 원작으로 2014년 9월 3일에 개봉한 대한민국의 영화이다.

## 줄거리
한 때 헛발 왕자로 불리던 태권도 유망주 ‘대수’와 아이돌을 꿈꾸던 당찬 성격의 ‘미라’. 하지만 17살에 아이를 가져 불과 서른 셋의 나이에 16살 아들 ‘아름’이의 부모가 되어 있다. 남들보다 빨리 늙는 선천성 조로증인 아름이의 신체 나이는 여든 살. 어리고 철없는 부모지만 대수와 미라는 아름이와 씩씩하고 밝게 살아간다. 그러던 어느 날 그들의 사연이 세상에 알려지고, 하루하루 늙어가는 것이 전부였던 아름이에게 두근거리는 일들이 생기기 시작하는데... 세상에서 가장 늙은 아들과 가장 어린 부모 그들의 이야기가 시작된다!

## 캐스팅
- 강동원 : 대수 역
- 송혜교 : 미라 역
- 조성목 : 아름 역
- 백일섭 : 장씨 역
- 허준석 : 승찬 역
- 김소진 : 김 작가 역
- 차은우 : 성인 아름 역
- 김고운 : 이서하 역
- 최윤석 : 감독 지망생 역
- 황석정 : 할렐루야 1 역
- 이새로미 : 할렐루야 2 역
- 한승현 : 대수 후배 역
- 양승걸 : 미라 아버지 역
- 손철민 : 임산부 남편 역
- 김구경 : 상인대표 역
- 이상홍 : 코치 역
- 이승찬 : 경찰관 역
- 황재필 : 미라 오빠 역
- 김태준 : 미라 오빠 역
- 오희준 : 미라 오빠 역
- 김화목 : 미라 오빠 역
- 전상원: 미라 오빠 역
- 송예담 : 소아병동 쌍둥이 역
- 송예준 : 소아병동 쌍둥이 역
- 홍완표 : 연구원 역
- 김준범 : 안과전문의 역
- 신정섭  : 간전문의 역
- 황만익 : 방사선 전문의 역
- 서예은 : 은지 역
- 최서현 : 성형 택시녀 역
- 한송이 : 은지 엄마 역
- 김지은 : 은행여직원 역
- 최정현  : 방송팀 조연출 역
- 김현숙 : 한국인 근로자 1 역
- 이성민 : 주치의 역 (특별출연)
- 김갑수 : 대수 아버지 역 (특별출연)
- 김인태 : 큰장씨 역 (특별출연)
- 소녀시대-태티서 (특별출연)

## 같이 보기
- 두근두근 내 인생